# Handball aux Jeux des îles de l'océan Indien 2023
Navigation
Édition précédente Édition suivante
Le handball est l'une des vingt disciplines sportives au programme des Jeux des îles de l'océan Indien 2023, la onzième édition des Jeux des îles de l'océan Indien, qui se déroule à Madagascar en août et  septembre 2023.
Le tirage au sort des groupes a lieu le 9 août 2023.

## Participants
- Madagascar
- Seychelles
- Réunion
- Comores
- Mayotte
- Maurice
- Maldives

## Tournoi masculin

### Phase de poules

#### Groupe A
|   | Équipe     | Pts | J | G | N | P | Bp  | Bc  | Diff |  | Résultats  |  |       |       |       |
| - | ---------- | --- | - | - | - | - | --- | --- | ---- |  | ---------- |  | ----- | ----- | ----- |
| 1 | Madagascar | 6   | 3 | 3 | 0 | 0 | 113 | 83  | 30   |  | Madagascar |  | 34-30 | 37-30 | 42-23 |
| 2 | Comores    | 4   | 3 | 2 | 0 | 1 | 109 | 101 | 8    |  | Comores    |  |       | 36-35 | 43-32 |
| 3 | Maurice    | 2   | 3 | 1 | 0 | 2 | 93  | 94  | -1   |  | Maurice    |  |       |       | 28-21 |
| 4 | Maldives   | 0   | 3 | 0 | 0 | 3 | 76  | 113 | -37  |  | Maldives   |  |       |       |       |

#### Groupe B
|   | Équipe     | Pts | J | G | N | P | Bp | Bc | Diff |  | Résultats  |  | Drapeau de Mayotte |       |
| - | ---------- | --- | - | - | - | - | -- | -- | ---- |  | ---------- |  | ------------------ | ----- |
| 1 | La Réunion | 4   | 2 | 2 | 0 | 0 | 78 | 32 | 46   |  | La Réunion |  | 34-19              | 44-13 |
| 2 | Mayotte    | 2   | 2 | 1 | 0 | 1 | 60 | 62 | -2   |  | Mayotte    |  |                    | 41-28 |
| 3 | Seychelles | 0   | 2 | 0 | 0 | 2 | 41 | 85 | -44  |  | Seychelles |  |                    |       |

### Phase finale

#### Match pour la cinquième place
| 31 août 2023 15h00 | Maurice | 31 – 30 | Seychelles | Complexe sportif de Vontovorona |
| 31 août 2023 15h00 | Rapport |         |            | Complexe sportif de Vontovorona |

#### Demi-finales
| 1er septembre 2023 12h00 | La Réunion | 40 – 21 | Comores | Complexe sportif de Vontovorona |
| 1er septembre 2023 12h00 | Rapport    |         |         | Complexe sportif de Vontovorona |

| 1er septembre 2023 16h00 | Madagascar | 27 – 28 | Mayotte | Complexe sportif de Vontovorona |
| 1er septembre 2023 16h00 | Rapport    |         |         | Complexe sportif de Vontovorona |

#### Match pour la troisième place
| 2 septembre 2023 15h00 | Comores | 26 – 38 | Madagascar | Complexe sportif de Vontovorona |
| 2 septembre 2023 15h00 | Rapport |         |            | Complexe sportif de Vontovorona |

#### Finale
| 3 septembre 2023 12h00 | La Réunion | 28 – 16 | Mayotte | Complexe sportif de Vontovorona |
| 3 septembre 2023 12h00 | Rapport    |         |         | Complexe sportif de Vontovorona |

## Tournoi féminin

### Phase de poules

#### Groupe A
|   | Équipe     | Pts | J | G | N | P | Bp  | Bc | Diff |  | Résultats  |  |       |       |       |
| - | ---------- | --- | - | - | - | - | --- | -- | ---- |  | ---------- |  | ----- | ----- | ----- |
| 1 | Madagascar | 6   | 3 | 3 | 0 | 0 | 110 | 40 | 70   |  | Madagascar |  | 35-13 | 36-12 | 39-15 |
| 2 | Comores    | 4   | 3 | 2 | 0 | 1 | 76  | 85 | -9   |  | Comores    |  |       | 33-26 | 30-24 |
| 3 | Maurice    | 2   | 3 | 1 | 0 | 2 | 58  | 86 | -28  |  | Maurice    |  |       |       | 20-17 |
| 4 | Seychelles | 0   | 3 | 0 | 0 | 3 | 56  | 89 | -33  |  | Seychelles |  |       |       |       |

#### Groupe B
|   | Équipe     | Pts | J | G | N | P | Bp | Bc | Diff |  | Résultats  |  | Drapeau de Mayotte |       |
| - | ---------- | --- | - | - | - | - | -- | -- | ---- |  | ---------- |  | ------------------ | ----- |
| 1 | La Réunion | 4   | 2 | 2 | 0 | 0 | 75 | 22 | 53   |  | La Réunion |  | 30-14              | 45-8  |
| 2 | Mayotte    | 2   | 2 | 1 | 0 | 1 | 50 | 46 | 4    |  | Mayotte    |  |                    | 36-16 |
| 3 | Maldives   | 0   | 2 | 0 | 0 | 2 | 24 | 81 | -57  |  | Maldives   |  |                    |       |

### Phase finale

#### Match pour la cinquième place
| 31 août 2023 13h00 | Maurice | 29 – 22 | Maldives | Complexe sportif de Vontovorona |
| 31 août 2023 13h00 | Rapport |         |          | Complexe sportif de Vontovorona |

#### Demi-finales
| 1er septembre 2023 10h00 | La Réunion | 36 – 19 | Comores | Complexe sportif de Vontovorona |
| 1er septembre 2023 10h00 | Rapport    |         |         | Complexe sportif de Vontovorona |

| 1er septembre 2023 14h00 | Madagascar | 34 – 24 | Mayotte | Complexe sportif de Vontovorona |
| 1er septembre 2023 14h00 | Rapport    |         |         | Complexe sportif de Vontovorona |

#### Match pour la troisième place
| 2 septembre 2023 13h00 | Mayotte | 35 – 32 | Comores | Complexe sportif de Vontovorona |
| 2 septembre 2023 13h00 | Rapport |         |         | Complexe sportif de Vontovorona |

#### Finale
| 3 septembre 2023 10h00 | Madagascar | 22 – 30 | La Réunion | Complexe sportif de Vontovorona |
| 3 septembre 2023 10h00 | Rapport    |         |            | Complexe sportif de Vontovorona |

## Médaillés
| Épreuves         | Or | Argent | Bronze |
| ---------------- | --- | --- | --- |
| Tournoi masculin | La Réunion Adrien Arthur Adrien Charlette Alexandre Charlette Armand Gomis Billy Sanspoil Christophe Coindevel Clarven Ouledi Vilbrun Damien Nagama Didier Ranguin Etienne Varuca Fabrice Payet Fernand Chane Kune Frédéric Budel Jackson Pavade Johan Etheve Kévin Acadine Lois Sam Caw Frève Luc Dafreville Ludovic Grondin Maxime Fèvre Mike Grimaud Rémy Patchane Lacane Rudy Elisabeth Samuel Mouniama Sébastien Morville | Mayotte Alexian José Hernandez Ambdillah Hamidouni Anli Daniel Anzilani Housseine Askalane Ali Bacar Assadillah Mouslim Bacar Said Said Dhoulyadani Silahi El-Yamin Mzeheme Fardi Mouzidaliffa Ibn El Daniel Ibrahim Abdou Jérémy Gibiat Kayssani Boina Keran Patrice Orville Maanrouf Said Mattew Ma-Ouard Ndaka Dina Henry Nourddine Yahaya Saitu Moussa Selemani Abdallah Surtou Hedja Zarouki Lassira Zouhairi Lassira | Madagascar Agustino Gontran Tovokely Aina Tiana Andriampaniriana Amadi Houssen Beanjara Mahamoud Aristide Anjara Nomena Randrianandrasana Berthino Bezandry Bratislav Stojmenovic Christian Chrysostome Ramiadanarivo Eddy Fiankinany Falisoa Narindra Rakotondrainibe Faniry Aimé Rabe Andriantsoa Francky Tovokely Hanilalaina Tahinjanahary Rabarijoely Hery Fitahina Ranaloniaina Ismael Houssen Ratefiarison Joel Johanson Randrianaivo Joseph Joachim Tovokoelin I Beta Julien Ralainmongo Rakotomavo Tondraha Jose Zonia Joël Rasainharrison |
| Tournoi féminin  | | | |